# Acanthochaenus luetkenii
Acanthochaenus luetkenii – słabo poznany gatunek morskiej ryby beryksokształtnej z rodziny stefanoberyksowatych (Stephanoberycidae). Jedyny przedstawiciel rodzaju Acanthochaenus.

## Występowanie
Atlantyk (m.in. Wyspy Kanaryjskie, Azory, południowa część Afryki), Ocean Indyjski (Madagaskar, zachodnia Australia), Ocean Spokojny (Chile, wokół wyspy Chiloé). Spotykany na głębokościach 1655–5397.
Dorasta do 14 cm długości.